# Florence Craye
Florence Craye è un personaggio immaginario che appare in numerosi racconti o romanzi della cosiddetta "saga di Jeeves" creata dall'umorista britannico Pelham Grenville Wodehouse.
Florence è una giovane donna intellettuale e autoritaria, autrice di saggi e di un romanzo sociale, che si fidanza in momenti diversi con vari personaggi, nessuno dei quali riesce a soddisfare i suoi elevati standard intellettuali. È una delle giovani donne con cui lo sfortunato e riluttante Bertie Wooster si ritrova ripetutamente fidanzato, una situazione dalla quale deve essere salvato da Jeeves.

## Vita e carattere
Florence Craye è un personaggio ricorrente nelle opere letterarie della serie "Bertie e Jeeves". Figlia di Percival ("Percy") Craye, più tardi Lord Worplesdon, come figlia di un aristocratico ha diritto al titolo di cortesia di "Lady".  Jeeves si rivolge formalmente a lei come "M'lady" (Milady) o si riferisce a lei come "Her ladyship" (Sua signoria), mentre Bertie Wooster la chiama semplicemente "Florence". Florence è la sorella maggiore del giovane boy-scout Edwin Craye e, dopo il matrimonio fra suo padre e Agatha Wooster vedova Gregson, diventa figliastra della detestata e autoritaria "zia Agatha" di Bertie.
«Florence è alta e flessuosa, bella, con uno splendido profilo e una massa di capelli biondo-platino», ma ha anche una personalità imperiosa. Secondo Bertie Wooster è «un'intellettuale, imbevuta di sani princìpi morali». È una scrittrice, autrice del romanzo a sfondo sociale Spindrift (Lo spendaccione), che ha avuto un buon successo di vendite ed è stato ben accolto dalla critica, arrivando in breve tempo a cinque edizioni; il romanzo è divenuto popolare nel Bloomsbury Group, sebbene Jeeves lo consideri una "produzione un po' immatura priva di forma significativa”. Il romanzo ha avuto un adattamento in un'opera teatrale da Percy Gorringe, ma senza molto successo: solo tre repliche.
Florence è spesso fidanzata, ma è molto esigente e pronta a lasciare il fidanzato se costui fallisce in un'impresa o se non obbedisce ai suoi desideri. In ordine cronologico, il primo fidanzamento di Florence registrato nelle opere di Wodehouse è quello con Bertie Wooster (in Jeeves prende servizio del 1925). Nel racconto, Florence vuole che Bertie rubi l'autobiografia Memorie di una lunga vita scritta da suo zio Willoughby. Inizialmente, Bertie è attratta dal bellissimo profilo di Florence, ma inizia ad avere dei dubbi su di lei quando si aspetta che lui legga il difficile libro "Types of ethical theories" (Tipi di teoria etica), un saggio del 1850 del filosofo inglese James Martineau; Florence ha anche l'intenzione di fargli leggere le opere di Nietzsche.  Alla fine del racconto Bertie si rende conto che la ragazza è troppo prepotente ed è lieto che il loro fidanzamento sia finito. Bertie, tuttavia, non è disposto a ferire i sentimenti di una ragazza, per esempio opponendole un rifiuto, e quindi corre il rischio di diventare di nuovo il fidanzato di Florence ogni volta lei rompe il fidanzamento con un altro.
Fra i vari ex fidanzati di Florence, oltre a Bertie Wooster, si ricordano: Stilton Cheesewright e Boko Fittleworth in Un mattino di gioia; Bertie, Stilton e il drammaturgo Percy Gorringe in Jeeves e la cavalleria; Bertie e Harold "Ginger" Winship in Molto obbligato, Jeeves. Gli ex fidanzati di Florence sono tanto numerosi che hanno costituito il club "Old Florentians", ("Veterani Fiorentini").

### Opere di P.G. Wodehouse
- Jeeves e la cavalleria [Jeeves and the Feudal Spirit], traduzione di Mary Buckwell Gislon, presentazione di Guglielmo Zucconi, Milano, Mursia, 1989  [1954].
- Jeeves prende servizio, in Avanti, Jeeves! [Carry on... Jeeves!], traduzione di Silvio Spaventa Filippi; revisione di Claudio Redi, Milano, Bietti, 1973  [1928].
- Le zie non sono gentiluomini [Aunts aren't gentlemen], traduzione di Elena Spagnol, Milano, Oscar Mondadori, 1976  [1974].
- Molto obbligato, Jeeves [Much Obliged, Jeeves], traduzione di Mary Buckwell Gislon, presentazione di Lucio Villari, Milano, Mursia, 1989  [1971].
- Un mattino di gioia [Joy in the Morning], traduzione di Sandra Campagna Ponzetto, presentazione di Lucio Villari, 1ª ed., Milano, Mursia, 1990  [1947], ISBN 88-425-0383-5.

### Fonti critiche
- (EN) Nigel Cawthorne, A Brief Guide to Jeeves and Wooster, London, Constable & Robinson, 2013, ISBN 978-1-78033-824-8.
- (EN) Hugh Chisholm (a cura di), Lady, in Enciclopedia Britannica, XI, Cambridge University Press, 1911.
- (EN) Daniel H. Garrison, Who's Who in Wodehouse, nuova edizione aggiornata e ampliata, London, Constable & Robinson, 1991  [1989], ISBN 1-55882-087-6.
- (EN) Sophie Ratcliffe (a cura di), P. G. Wodehouse: A Life in Letters, New York, W. W. Norton & Company, 2013, ISBN 978-0786422883.
- (EN) Tony Ring e Geoffrey Jaggard, Wodehouse in Woostershire, Chippenham, Porpoise Books, 1999, ISBN 1-870-304-19-5.